# Badparel
Een badparel is een doorgaans bolvormige oliekogel bedoeld om in een bad of voetenbad te gebruiken. Meestal zijn de parels gemaakt van een omhulsel van gelatine, met daarin een geurige olie.
In het warme water lost de gelatine op en komt de verzorgende olie vrij. 